# Compliance (Physiologie)
Compliance (deutsch „Nachgiebigkeit“) dient in der Physiologie als ein Maß für die Dehnbarkeit von Körperstrukturen. Sie wird zur Beschreibung und Quantifizierung der Elastizität der betrachteten Gewebe gebraucht. Die Compliance gibt an, wie viel Gas oder Flüssigkeit man in eine umwandete Struktur füllen kann, bis der Druck um eine Druckeinheit ansteigt. 

## Allgemeines

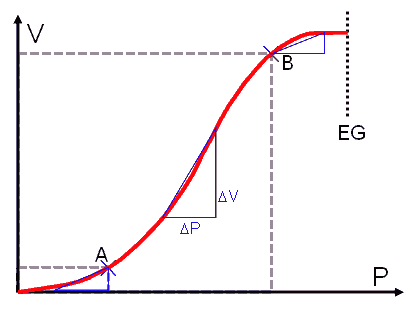
Darstellung der Compliance als Steigung in einem Druck-Volumen-Diagramm: Je nach Vorfüllung kann man unterschiedlich große Volumina ΔV zuführen um den gleichen Druckanstieg Δp zu bewirken (blaue Dreiecke). Die senkrechte gestrichelte Linie gibt die Elastizitätsgrenze (EG) an, bei deren Überschreitung das System beschädigt wird. A und B entsprechen dem unteren und oberen Inflection-Point. p=Druck, V=Volumen.

Für die meisten in der Medizin betrachteten Zusammenhänge zeigt sich eine nichtlineare Beziehung der Werte. Das bedeutet, dass die Compliance sich je nach Füllungszustand des Systems ändert.
Typischerweise ist sie für einen gewissen Bereich konstant (gleiche Volumenzunahme erzeugt gleiche Druckzunahme), fällt dann aber bei Annäherung an die Elastizitätsgrenze des Gewebes steil gegen 0 ab (selbst kleine Volumenzunahme erzeugt große Druckanstiege). Bei einigen der untersuchten Strukturen (z. B. Lunge) findet sich zusätzlich im Bereich kleiner Füllungsvolumina ein niedriger Wert, der das der Entfaltung entgegengesetzte Wirken von Adhäsionskräften und Oberflächenspannung widerspiegelt.
Compliance ({\displaystyle C}) wird gemessen in Volumenerhöhung ({\displaystyle {\Delta V}}) pro Erhöhung des applizierten Füllungsdruckes ({\displaystyle {\Delta p}}):
Die Maßeinheit ist l/kPa. In der Medizin wird häufig noch die Einheit ml/cm H2O verwendet. Umgerechnet in SI-Einheiten ergibt sich die Einheit: {\displaystyle \mathrm {\frac {m^{4}s^{2}}{kg}} }
Besonders dehnbare Strukturen besitzen eine hohe Compliance, besonders steife Strukturen zeigen niedrige Werte. Der Kehrwert der Compliance ist die Elastance (Steifigkeit, auch Volumenelastizität).
Die Volumenerhöhung kann man durch Messung der zugeführten Volumina ermitteln. Die Druckdifferenz ist gegeben durch die Veränderung des transmuralen Drucks, das ist der Druckunterschied zwischen innen und außen.
Eine Analyse isolierter Werte ist allerdings nur von geringer Aussagekraft, vielmehr interessiert die Veränderung der Compliance abhängig vom Füllungszustand. Häufig werden die Zusammenhänge daher in einem Druck-Volumen-Diagramm dargestellt. Die Compliance entspricht dann der „momentanen Steigung“ in einem der Kurvenpunkte, also der 1. Ableitung der Kurve.
In der medizinischen Praxis spielt die Compliance folgender Gewebe eine Rolle:
- Lunge und Thorax
- Blutgefäße
- Herzwand
- Schädel und Hirnhäute
- Harnblasenwand

Siehe auch: Young-Laplace-Gleichung

## Complianceder Lunge und des Thorax
Die Compliance der Lunge und des Thorax ist ein Maß für die Dehnbarkeit des Atemapparates oder seiner Komponenten und ist definiert als Verhältnis von Volumenänderung zur damit verbundenen Druckänderung. Die Lungendehnbarkeit ist ein wichtiges Mittel zur Beurteilung der Integrität des Lungengewebes und die Compliance des gesamten Lunge-Thorax-Systems zur Steuerung einer Beatmungstherapie.

### Volumen mit zwei elastischen Hüllen
Da die Lunge sich innerhalb des Thorax befindet, wird eine einfache Messung der Atemzugvolumina und der resultierenden transmuralen Drücke immer nur die Gesamtcompliance von Thorax und Lunge wiedergeben. Um die Lungencompliance zu ermitteln, muss daher der transpulmonale Druck verwendet werden, der sich aus der Differenz der Drücke in den Luftwegen (paw) und im Pleuraspalt (pPleura) ergibt. Die Lungencompliance errechnet sich dann als Quotient aus Volumenänderung und Druckdifferenz. Die Compliance des Thorax wird unter Verwendung des Pleuradrucks pPleura ermittelt. pPleura kann annähernd durch eine Drucksonde in der Speiseröhre bestimmt werden.
Die Gesamtcompliance (Volumenänderung geteilt durch die Atemwegsdruckänderung) hängt mit den so ermittelten Werten wie folgt zusammen:
{\displaystyle {\frac {1}{C_{\text{Gesamt}}}}={\frac {1}{C_{\text{Lunge}}}}+{\frac {1}{C_{\text{Thorax}}}}}
Es werden also eigentlich die einzelnen Steifigkeiten (Elastance) summiert:
Weil die Lunge vom Thorax umhüllt ist, müssen die Verhältnisse für das gleiche Füllungsvolumen betrachtet werden (Sind 3000 ml in der Lunge, dann sind auch 3000 ml im Thorax.). Für Thorax und Lunge sind jedoch verschiedene Füllungsvolumina nötig, um denselben Druckanstieg zu erreichen, was sich in den unterschiedlichen Compliances zeigt. Durch die Verwendung des Kehrwertes wird dagegen für beide Strukturen dasselbe Füllvolumen gesetzt und ggf. höhere Druckanstiege entsprechend extrapoliert.
Während die Lungencompliance nur durch die Gewebezusammensetzung bestimmt ist, ist die Thoraxcompliance (Volumenänderung geteilt durch Pleuradruckdifferenz) zusätzlich durch den Tonus der Muskulatur veränderlich. Für Fragestellungen der klinischen Medizin außerhalb der Lungenfunktionsprüfung ist die Bestimmung der Gesamtcompliance meist ausreichend genau.

### Unterschiede innerhalb der Lunge
Durch die Schwerkraft sind die basalen Anteile der Lunge besser durchblutet. Gleichzeitig „hängt“ die Lunge an den apikalen Anteilen. Daraus folgt eine von oben nach unten abnehmende Größe der Lungenbläschen (Alveolen). Eine besonders große Alveole befindet sich im oberen flachen Bereich der Compliance-Kurve, eine weitere Dehnung ist daher nur schwer möglich; in einer besonders kleinen Alveole wird die Oberflächenspannung so stark, dass sich die Compliance merklich verringert. Bei einem normalen Atemzug wird sich die Luft also ungleich auf die einzelnen Lungenabschnitte verteilen, wobei sie bevorzugt in Alveolen mit mittlerer Vordehnung und damit maximaler Compliance strömen wird.

### Statische und dynamischeCompliance
Bei klinischen Compliance-Untersuchungen wird nach Applikation eines definierten Atemzugvolumens entweder der Munddruck oder der Druck im Beatmungsschlauch gemessen. Diese Drücke sind nur dann mit dem Alveolardruck gleichzusetzen, wenn kein Gasfluss mehr stattfindet, also bei Atemstillstand. Anderenfalls führt der zusätzlich zur Überwindung des Atemwiderstandes notwendige Druck zu einer Unterschätzung der tatsächlichen Compliance.
Die Messung der statischen Compliance (unter Beatmung: Tidalvolumen geteilt durch die Differenz von endinspiratorischem und endexspiratorischem Druck), die der Gesamtcompliance entspricht, erfordert Atemstillstand. Im praktischen Gebrauch hat sich die Ermittlung der quasi-statischen Compliance etabliert, bei der der Patient mit einer niedrigen Atemfrequenz von 4/min atmet. Auf diese Weise bleibt zwischen den Atemzügen genug Zeit für einen vollständigen Druckausgleich.
In die dynamische Compliance (unter Beatmung: Tidalvolumen geteilt durch die Differenz von inspiratorischem Spitzendruck und endexspiratorischem Druck) gehen die durch den Gasfluss verursachten Artefakte bewusst mit ein, es wird also der höchste während des Atemzyklus gemessene Atemwegsdruck verwandt. Sie ermöglicht eine Aussage über die Größe des viskösen (flussbedingten) Widerstandes, der aus der Differenz von dynamischer und statischer Compliance abgeleitet werden kann.
Nach neuerem Verständnis wird der Begriff dynamische Compliance auch so verwendet, dass neben den flussbedingten Drücken auch die Abhängigkeit der Compliance von zeitlichen Prozessen (Vorgeschichte an Druck, Fluss und Volumen) beschrieben wird. Die Messung dieser dynamischen Compliance erfolgt üblicherweise unter den dynamischen Bedingungen der ununterbrochenen Beatmung und erfordert mathematische Verfahren zur Berechnung. Obwohl der Atemwegswiderstand durch diese Verfahren bei der Bestimmung der dynamischen Compliance berücksichtigt ist, lassen sich z. T. deutliche Unterschiede zur statisch bestimmten Compliance feststellen. Diese Unterschiede werden einerseits durch den Einfluss der Volumenvorgeschichte und andererseits (vor allem im Rahmen von Lungenerkrankungen) durch die systematische Verfälschung der statischen Kurve durch Rekrutierung verursacht.

### Klinische Bedeutung
Eine durch Parenchymveränderungen der Lunge, Surfactant-Funktionsstörungen und Volumenverminderung mögliche pathologische Abnahme der Compliance führt zu einer Zunahme der Atemarbeit, da mehr (negativer) Druck aufgewandt werden muss, um die steife Lunge mit demselben Volumen zu füllen (Arbeit = Druck mal Volumen). Sie findet sich häufig bei restriktiven Lungenerkrankungen, tritt aber auch bei akuten Veränderungen wie Lungenödem, Lungenentzündung oder ARDS auf.
Bei Lungenemphysem kann es dagegen sogar zu einer Zunahme der Compliance kommen.

### Complianceunter Beatmung
Bei der maschinellen Beatmung dient die Analyse der Compliance zur möglichst lungenschonenden Einstellung des Beatmungsgerätes.
Sowohl bei druck- als auch bei volumenkontrollierter Beatmung mit Plateau kommt es am Ende eines verabreichten Atemzuges zum Druckausgleich zwischen Alveolen und Beatmungssystem (vorausgesetzt, die Pause zwischen zwei Atemzügen ist dafür lang genug und der Patient zeigt keine eigenen Atembemühungen). Dividiert man das zu diesem Zeitpunkt applizierte Volumen durch den herrschenden Druck, erhält man die statische Compliance.
Unter volumenkontrollierter Beatmung kann für die Berechnung der dynamischen Compliance nach klassischem Verständnis der Atemwegs-Spitzendruck verwendet werden. Er ist u. a. abhängig von dem angewandten Inspirationsflow und damit vom Atemwegswiderstand. Ist gleichzeitig eine Plateauphase eingestellt, kann wie oben skizziert die statische Compliance ermittelt werden und damit eine Aussage über den Atemwegswiderstand getroffen werden.
Neuere Verfahren verwenden die multiple lineare Regressionsanalyse zur Lösung der Bewegungsgleichung:
{\displaystyle p={\frac {V}{C}}+V'\cdot R+p_{0}}.
Durch Lösung dieser Gleichung ist bei allen Formen der kontrollierten Beatmung sowohl die Resistance als auch die Compliance des respiratorischen Systems eindeutig bestimmbar.
Mit der folgenden Faustformel kann eine grobe Schätzung der Compliance erfolgen, falls keine apparative Messung verfügbar ist: 
{\displaystyle C={\frac {TV}{PPeak-EEP}}}
mit {\displaystyle TV} = Tidalvolumen, {\displaystyle PPeak} = Atemwegsspitzendruck, {\displaystyle EEP} = Endexspiratorischer Druck.
Die effektive Compliance errechnet sich als Verhältnis von Atemhubvolumen und der Differenz von Plateaudruck und PEEP.

#### Oberer und unterer Inflection-Point
Um unnötige Scherkräfte und Druckspitzen zu vermeiden, strebt man eine Beatmungregime an, dessen Tidalvolumen sich im steilen, aufsteigenden Bereich der Compliance-Kurve (also im Bereich der maximalen Compliance) der betroffenen Lunge bewegt. Wenn das Lungenvolumen weder bei vollständiger Ausatmung noch bei maximaler Einatmung in die flachen Anteile der Kurve hineinreicht, kann das notwendige Atemzeitvolumen mit dem geringstmöglichen Druck verabreicht werden.
Aus dem S-förmigen Verlauf der Compliance-Kurve ergeben sich zwei Wendepunkte (englisch inflection points, nicht zu verwechseln mit der mathematischen Definition des Wendepunkts). Der untere markiert den Übergang aus dem flachen „Entfaltungsteil“ der Kurve in den nahezu linearen Hoch-Compliance-Bereich, der obere zeigt die Annäherung an die Elastizitätsgrenze an. Eine lungenprotektive Beatmung sollte sich also zwischen diesen beiden Punkten abspielen. Durch Wahl eines angemessenen positiven endexspiratorischen Druckes (PEEP) kann ein Abfall unter den unteren Inflection-Point vermieden werden. Die Größe des Tidalvolumens bestimmt, ob von dieser Basis aus der obere Inflection-Point überschritten wird.

## Complianceder Blutgefäße
Die Compliance repräsentiert bei Blutgefäßen den Beitrag der elastischen (statischen) Widerstände zum resultierenden Blutdruck.

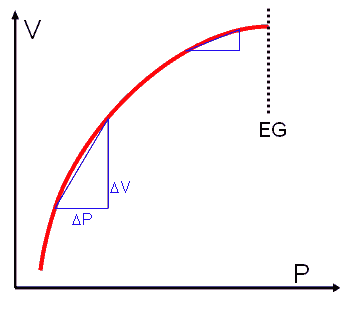
Druck-Volumen-Diagramm in Blutgefäßen.

Unter physiologischen Umständen kollabieren Arterien selbst bei geringer Füllung nicht, so dass man keine „Entfaltungsphase“ sieht, die Kurve also nicht s-förmig erscheint.
Die Compliance der Gefäße ist durch den Tonus der Gefäßmuskulatur steuerbar, dessen Anstieg führt zu einer Abnahme der Compliance und damit zu einer Zunahme des Blutdrucks.
Je höher die Compliance vor allem der großen Arterien ist, desto ausgeprägter ist deren Windkesselfunktion.
Durch Alterung oder krankhafte Prozesse verändert sich die Wandzusammensetzung und damit die Compliance des Gefäßes. Als Folge kann es zu Bluthochdruck oder, im Falle punktuell erhöhter Compliance, zur Ausbildung von Aneurysmen kommen.

## Complianceder Herzwand
Sie beschreibt den intraventrikularen Druck in Abhängigkeit von der Herzkammerfüllung und damit die Dehnbarkeit der Herzwand. Die Variabilität dieser Größe ist hauptverantwortlich dafür, dass die Messung von Drücken allein nicht ausreicht, um den dreidimensionalen Zustand des Herzens zu beurteilen.
Die Compliance der Herzwand ändert sich fortlaufend während der Kontraktion des Herzmuskels und erreicht ihr Maximum in der Füllungsphase zwischen zwei Schlägen.
Eine erniedrigte Compliance der Herzwand führt zu einer verminderten Füllung der Herzkammer mit entsprechendem Abfall der Pumpleistung (Frank-Starling-Mechanismus). Neben den daraus folgenden Rückstauungsphänomenen im Lungenkreislauf kann es durch den erhöhten Druck im Ventrikel auch zu einer Minderdurchblutung der direkt dem Ventrikel anliegenden Herzmuskelschichten kommen. Ein solches Ereignis kann besonders bei akuter Volumenbelastung, wie etwa beim Hinlegen, auftreten.
| Parameter                           | normale diastolische Funktion | I° gestörte Relaxation       | II° Pseudonormalisierung | III° reversible Restriktion | IV° fixierte Restriktion |
| ----------------------------------- | ----------------------------- | ---------------------------- | ------------------------ | --------------------------- | ------------------------ |
| Mitralfluss (E/A)                   | 0,75 – 1,5                    | < 0,75                       | 0,75 – 1,5               | >1,5                        | >1,5                     |
| Dezelerationszeit (DT in ms)        | > 140                         | -                            | > 140                    | < 140                       | < 140                    |
| Myokardgeschwindigkeit (E' in cm/s) | > 7                           | > 7                          | < 7                      | << 7                        | << 7                     |
| Füllungsindex E/E'                  | < 10                          | <10                          | ≥ 10                     | ≥ 10                        | ≥ 10                     |
| Pulmonalvenöser Fluß                | s ≥ d                         | s > d                        | s < d                    | s < d                       | s < d                    |
| LV-Compliance                       | normal                        | normal bis leicht vermindert | vermindert               | stark vermindert            | sehr stark vermindert    |
| LA-Druck                            | normal                        | normal                       | leicht erhöht            | erhöht                      | stark erhöht             |

## Compliancedes Schädels und der Hirnhäute
Bei einer Volumenzunahme des Gehirns, z. B. infolge von Trauma oder Ödem, kommt es in Abhängigkeit von der Compliance der umschließenden Hüllen ab einem gewissen Punkt zu einem Druckanstieg, der schließlich zu Ischämie und Nekrose führen kann.